# Syllepte cissalis
Syllepte cissalis là một loài bướm đêm trong họ Crambidae.